# Puppy (Koons)

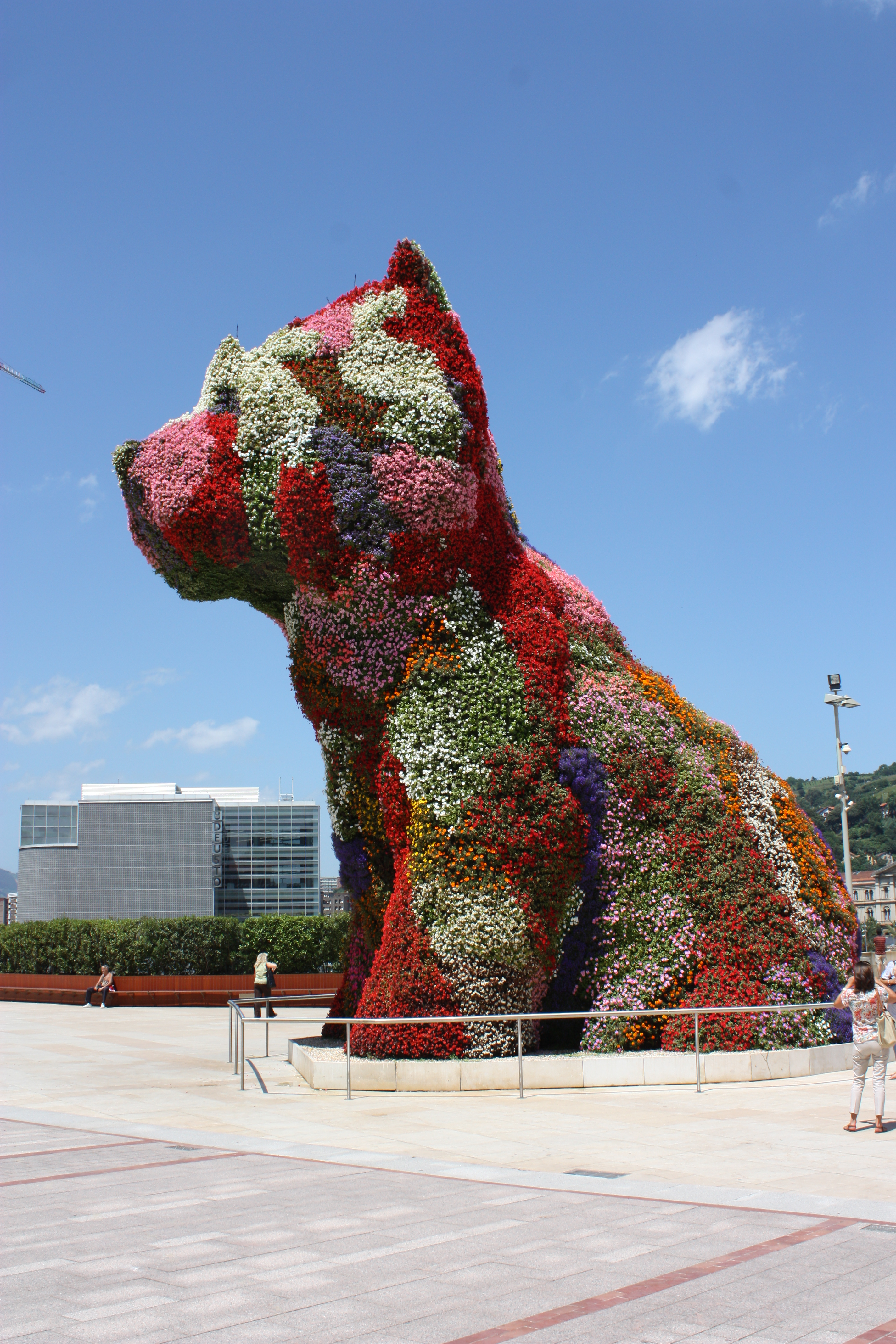
Puppy, op het plein voor het Guggenheim Museum

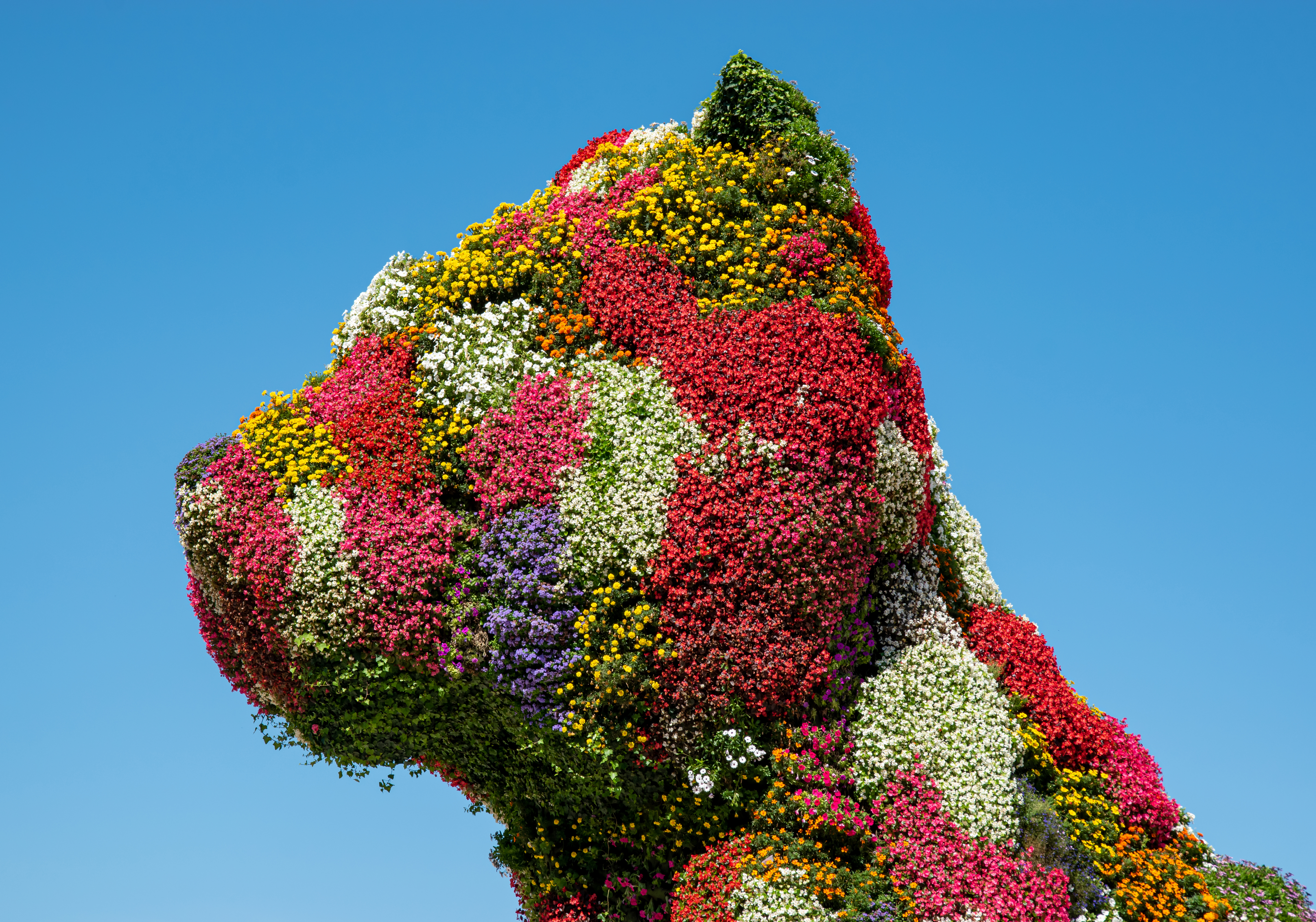
Close-up van het beeld in 2021

Puppy is een kunstwerk van de Amerikaanse kunstenaar Jeff Koons uit 1992. Het staat in de Spaanse stad Bilbao.
Het kunstwerk is een 12 meter hoge West Highland white terrier die aan de buitenkant bekleed is met 70.000 levende bloemen. Deze bloemen staan op 25.000 kilo aarde die omhooggehouden wordt door een stalen frame. Om de bloemen van water te voorzien, heeft het een ingebouwd irrigatiesysteem.

## Geschiedenis
- In 1992 werd het kunstwerk tentoongesteld tijdens de Documenta in Kassel.
- In 1995 werd het overgebracht naar het Museum of Contemporary Art in Sydney.
- In 1997 werd Puppy verkocht aan het Guggenheim Museum in Bilbao. Een paar dagen voor de opening van het museum werd ontdekt dat drie als tuinmannen verklede ETA-terroristen bezig waren een bom in het kunstwerk te verstoppen.[1]
- In 2001 werd het beeld tijdelijk tentoongesteld in het Rockefeller Center in New York.

## Trivia
- Split-Rocker is een soortgelijk kunstwerk van Koons uit 2000. Het stelt twee halve hoofden voor van een nijlpaard en een paard, die tegen elkaar geplakt staan.